# Сутра
Сутра (санскрит: सूत्र, Пали: сутта, ардхамагадхи: суя) е афоризъм (ред, правило, формула) и събирането на тези афоризми под формата на учебник или в по-широк смисъл, това е текст в индуизма и будизма.
Буквално означава конец или линия, която държи всичко заедно и се получава от словесния корен siv-, което означава to sew (да шия)  (тези думи, включително и латинското suere и английската дума to sew, в края на краищата, произтичащи от ИЕП* „siH-/syuH- to sew“), както и медицинският термин „suture“ (шев).
В индуизма сутра означава различен вид на литературната композиция, базиран на кратки афористични изложения, където обикновено се използват различни технически термини. Тази литературна форма е създадена сбита, тъй като текстовете са били предназначени да бъдат запомнени от учениците в някои от официалните методи на свещените писания и научни изследвания (санскрит: свядхяя). Тъй като всяка линия е силно кондензирано възникна друга литературна форма, в която са добавени коментарите на (санскрит: бхася) сутрите, за да ги изяснят и да ги обяснят .